# Laurent Louvel
Laurent Louvel (né à Saint-Malo le 24 octobre 1768, où il est mort le 27 novembre 1812) fut maire de Saint-Malo en 1794-1795.

## Biographie
Laurent Louvel, avocat et notaire est le fils de Claude Guy Louvel du Parc premier maire constitutionnel de Saint-Malo mort en 1793. Le 4 décembre 1794 le « Représentant du Peuple » Jean-François Boursault-Malherbe, envoyé par la Convention thermidorienne, arrive à Saint-Malo afin de réformer l'administration et de rétablir la paix civile. Il destitue le jacobin Charles Moullin nommé par le proconsul Jean-Baptiste Le Carpentier et le 11 (21 frimaire) il installe comme maire Claude Laurent Louvel qui bénéficie du souvenir favorable laissée par la gestion de son père.
Le nouvel édile procède au rétablissement du Culte constitutionnel le 13 janvier et le 10 février 1795 il est élu maire de la « ville de Saint-Malo et du faubourg de Saint-Servan » par 424 voix sur 656, aucun Servannais n'ayant voté.  Une conspiration visant à livrer la ville aux ennemis est déjouée par Claude Laurent Louvel avec l'appui du général de division Chabod.
Le 8 novembre 1795 après la destitution de Pierre Lemoine, Boursault nomme Luc-François Pointel (mort en 1809) maire de Saint-Servan ce dernier instaure définitivement la nouvelle municipalité sécessionniste. Claude Laurent Louvel doit se retirer et il est remplacé par Nicolas de Brecey.